# NGC 6671
NGC 6671 ist eine Spiralgalaxie vom Hubble-Typ S im Sternbild Leier am Nordsternhimmel. Sie ist schätzungsweise 152 Millionen Lichtjahre von der Milchstraße entfernt und hat einen Durchmesser von etwa 60.000 Lichtjahren.
Das Objekt wurde am 6. Juni 1864 von Albert Marth entdeckt.